# Lijst van soorten lipvissen
Deze lijst bevat de geslachten en soorten van de vissenfamilie lipvissen (Labridae), gesorteerd op geslacht:
- Geslacht Acantholabrus Valenciennes in Cuvier & Valenciennes, 1839
  - Acantholabrus palloni Risso, 1810
- Geslacht Achoerodus Gill, 1863
  - Achoerodus gouldii Richardson, 1843
  - Achoerodus viridis Steindachner, 1866
- Geslacht Ammolabrus Randall & Carlson, 1997
  - Ammolabrus dicrus Randall & Carlson, 1997
- Geslacht Anampses Quoy & Gaimard, 1824
  - Anampses caeruleopunctatus Rüppell, 1829
  - Anampses chrysocephalus Randall, 1958
  - Anampses cuvier Quoy & Gaimard, 1824
  - Anampses elegans Ogilby, 1889
  - Anampses femininus Randall, 1972
  - Anampses geographicus Valenciennes, 1840
  - Anampses lennardi Scott, 1959
  - Anampses lineatus Randall, 1972
  - Anampses melanurus Bleeker, 1857
  - Anampses meleagrides Valenciennes, 1840
  - Anampses neoguinaicus Bleeker, 1878
  - Anampses twistii Bleeker, 1856
  - Anampses viridis Valenciennes, 1840
- Geslacht Anchichoerops Barnard, 1927
  - Anchichoerops natalensis Gilchrist & Thompson, 1909
- Geslacht Austrolabrus Steindachner, 1884
  - Austrolabrus maculatus Macleay, 1881
- Geslacht Bodianus Bloch, 1790
  - Bodianus anthioides Bennett, 1832
  - Bodianus axillaris Bennett, 1832
  - Bodianus bilunulatus Lacépède, 1801
  - Bodianus bimaculatus Allen, 1973
  - Bodianus cylindriatus Tanaka, 1930
  - Bodianus diana Lacépède, 1801
  - Bodianus diplotaenia Gill, 1862
  - Bodianus eclancheri Valenciennes, 1846
  - Bodianus flavifrons Gomon, 2001
  - Bodianus flavipinnis Gomon, 2001
  - Bodianus frenchii Klunzinger, 1879
  - Bodianus insularis Gomon & Lubbock, 1980
  - Bodianus izuensis Araga & Yoshino, 1975
  - Bodianus leucosticticus Bennett, 1832
  - Bodianus loxozonus Snyder, 1908
  - Bodianus macrognathos, Oman lipvis Morris, 1974
  - Bodianus macrourus Lacépède, 1801
  - Bodianus masudai Araga & Yoshino, 1975
  - Bodianus mesothorax Bloch & Schneider, 1801
  - Bodianus neilli Day, 1867
  - Bodianus opercularis Guichenot, 1847
  - Bodianus oxycephalus Bleeker, 1862
  - Bodianus perditio Quoy & Gaimard, 1834
  - Bodianus prognathus Lobel, 1981
  - Bodianus pulchellus Poey, 1860
  - Bodianus rufus Linnaeus, 1758
  - Bodianus sanguineus Jordan & Evermann, 1903
  - Bodianus scrofa Valenciennes, 1839
  - Bodianus speciosus Bowdich, 1825
  - Bodianus tanyokidus Gomon & Madden, 1981
  - Bodianus thoracotaeniatus Yamamoto, 1982
  - Bodianus trilineatus Fowler, 1934
  - Bodianus unimaculatus Günther, 1862
  - Bodianus vulpinus Richardson, 1850
- Geslacht Centrolabrus Günther, 1861
  - Centrolabrus caeruleus Azevedo, 1999
  - Centrolabrus exoletus Linnaeus, 1758
  - Centrolabrus trutta Lowe, 1834
- Geslacht Cheilinus Lacépède, 1801
  - Cheilinus abudjubbe Rüppell, 1835
  - Cheilinus chlorourus Bloch, 1791
  - Cheilinus fasciatus Bloch, 1791
  - Cheilinus lunulatus Forsskål, 1775
  - Cheilinus oxycephalus Bleeker, 1853
  - Cheilinus oxyrhynchus Bleeker, 1862
  - Cheilinus trilobatus Lacépède, 1801
  - Cheilinus undulatus, Napoleonvis Rüppell, 1835
- Geslacht Cheilio Lacépède, 1802
  - Cheilio inermis Forsskål, 1775
- Geslacht Choerodon Bleeker, 1849
  - Choerodon anchorago Bloch, 1791
  - Choerodon azurio Jordan & Snyder, 1901
  - Choerodon balerensis Herre, 1950
  - Choerodon cauteroma Gomon & Allen, 1987
  - Choerodon cephalotes Castelnau, 1875
  - Choerodon cyanodus Richardson, 1843
  - Choerodon fasciatus Günther, 1867
  - Choerodon frenatus Ogilby, 1910
  - Choerodon gomoni Allen & Randall, 2002
  - Choerodon graphicus De Vis, 1885
  - Choerodon gymnogenys Günther, 1867
  - Choerodon jordani Snyder, 1908
  - Choerodon margaritiferus Fowler & Bean, 1928
  - Choerodon melanostigma Fowler & Bean, 1928
  - Choerodon monostigma Ogilby, 1910
  - Choerodon oligacanthus Bleeker, 1851
  - Choerodon paynei Whitley, 1945
  - Choerodon robustus Günther, 1862
  - Choerodon rubescens Günther, 1862
  - Choerodon schoenleinii Valenciennes, 1839
  - Choerodon sugillatum Gomon, 1987
  - Choerodon venustus De Vis, 1884
  - Choerodon vitta Ogilby, 1910
  - Choerodon zamboangae Seale & Bean, 1907
  - Choerodon zosterophorus Bleeker, 1868
- Geslacht Cirrhilabrus Temminck & Schlegel, 1845
  - Cirrhilabrus adornatus Randall & Kunzmann, 1998
  - Cirrhilabrus aurantidorsalis Allen & Kuiter, 1999
  - Cirrhilabrus balteatus Randall, 1988
  - Cirrhilabrus bathyphilus Randall & Nagareda, 2002
  - Cirrhilabrus blatteus Springer & Randall, 1974
  - Cirrhilabrus claire Randall & Pyle, 2001
  - Cirrhilabrus condei Allen & Randall, 1996
  - Cirrhilabrus cyanopleura Bleeker, 1851
  - Cirrhilabrus earlei Randall & Pyle, 2001
  - Cirrhilabrus exquisitus Smith, 1957
  - Cirrhilabrus filamentosus Klausewitz, 1976
  - Cirrhilabrus flavidorsalis Randall & Carpenter, 1980
  - Cirrhilabrus joanallenae Allen, 2000
  - Cirrhilabrus johnsoni Randall, 1988
  - Cirrhilabrus jordani Snyder, 1904
  - Cirrhilabrus katherinae Randall, 1992
  - Cirrhilabrus katoi Senou & Hirata, 2000
  - Cirrhilabrus laboutei Randall & Lubbock, 1982
  - Cirrhilabrus lanceolatus Randall & Masuda, 1991
  - Cirrhilabrus lineatus Randall & Lubbock, 1982
  - Cirrhilabrus lubbocki Randall & Carpenter, 1980
  - Cirrhilabrus lunatus Randall & Masuda, 1991
  - Cirrhilabrus luteovittatus Randall, 1988
  - Cirrhilabrus marjorie Allen, Randall & Carlson, 2003
  - Cirrhilabrus melanomarginatus Randall & Shen, 1978
  - Cirrhilabrus morrisoni Allen, 1999
  - Cirrhilabrus punctatus Randall & Kuiter, 1989
  - Cirrhilabrus pylei Allen & Randall, 1996
  - Cirrhilabrus randalli Allen, 1995
  - Cirrhilabrus rhomboidalis Randall, 1988
  - Cirrhilabrus roseafascia Randall & Lubbock, 1982
  - Cirrhilabrus rubrimarginatus Randall, 1992
  - Cirrhilabrus rubripinnis Randall & Carpenter, 1980
  - Cirrhilabrus rubrisquamis Randall & Emery, 1983
  - Cirrhilabrus rubriventralis Springer & Randall, 1974
  - Cirrhilabrus sanguineus Cornic, 1987
  - Cirrhilabrus scottorum Randall & Pyle, 1989
  - Cirrhilabrus solorensis Bleeker, 1853
  - Cirrhilabrus temminckii Bleeker, 1853
  - Cirrhilabrus tonozukai Allen & Kuiter, 1999
  - Cirrhilabrus walindi Allen & Randall, 1996
  - Cirrhilabrus walshi Randall & Pyle, 2001
- Geslacht Clepticus Cuvier, 1829
  - Clepticus africanus Heiser, Moura & Robertson, 2000
  - Clepticus brasiliensis Heiser, Moura & Robertson, 2000
  - Clepticus parrae Bloch & Schneider, 1801
- Geslacht Conniella Allen, 1983
  - Conniella apterygia Allen, 1983
- Geslacht Coris Lacépède, 1801
  - Coris atlantica Günther, 1862
  - Coris auricularis Valenciennes, 1839
  - Coris aurilineata Randall & Kuiter, 1982
  - Coris aygula Lacépède, 1801
  - Coris ballieui Vaillant & Sauvage, 1875
  - Coris batuensis Bleeker, 1856-57
  - Coris bulbifrons Randall & Kuiter, 1982
  - Coris caudimacula Quoy & Gaimard, 1834
  - Coris centralis Randall, 1999
  - Coris cuvieri Bennett, 1831
  - Coris debueni Randall, 1999
  - Coris dorsomacula Fowler, 1908
  - Coris flavovittata Bennett, 1828
  - Coris formosa Bennett, 1830
  - Coris gaimard, Roodstreeplipvis Quoy & Gaimard, 1824
  - Coris hewetti Randall, 1999
  - Coris julis, Regenbooglipvis Linnaeus, 1758
  - Coris marquesensis Randall, 1999
  - Coris musume Jordan & Snyder, 1904
  - Coris nigrotaenia Mee & Hare, 1995
  - Coris picta Bloch & Schneider, 1801
  - Coris pictoides Randall & Kuiter, 1982
  - Coris roseoviridis Randall, 1999
  - Coris sandeyeri Hector, 1884
  - Coris variegata Rüppell, 1835
  - Coris venusta Vaillant & Sauvage, 1875
- Geslacht Ctenolabrus Valenciennes in Cuvier & Valenciennes, 1839
  - Ctenolabrus rupestris, Kliplipvis Linnaeus, 1758
- Geslacht Cymolutes Günther, 1861
  - Cymolutes lecluse Quoy & Gaimard, 1824
  - Cymolutes praetextatus Quoy & Gaimard, 1834
  - Cymolutes torquatus Valenciennes, 1840
- Geslacht Decodon Günther, 1861
  - Decodon grandisquamis Smith, 1968
  - Decodon melasma Gomon, 1974
  - Decodon pacificus Kamohara, 1952
  - Decodon puellaris Poey, 1860
- Geslacht Diproctacanthus Bleeker, 1862
  - Diproctacanthus xanthurus Bleeker, 1856
- Geslacht Doratonotus Günther, 1861
  - Doratonotus megalepis Günther, 1862
- Geslacht Dotalabrus Whitley, 1930
  - Dotalabrus alleni Russell, 1988
  - Dotalabrus aurantiacus Castelnau, 1872
- Geslacht Epibulus Cuvier, 1815
  - Epibulus insidiator Pallas, 1770
- Geslacht Eupetrichthys Ramsay & Ogilby, 1888
  - Eupetrichthys angustipes Ramsay & Ogilby, 1888
- Geslacht Frontilabrus Randall & Condé, 1989
  - Frontilabrus caeruleus Randall & Condé, 1989
- Geslacht Gomphosus Lacépède, 1801
  - Gomphosus caeruleus Lacépède, 1801
  - Gomphosus varius Lacépède, 1801
- Geslacht Halichoeres Rüppell, 1835
  - Halichoeres adustus Gilbert, 1890
  - Halichoeres aestuaricola Bussing, 1972
  - Halichoeres argus Bloch & Schneider, 1801
  - Halichoeres bathyphilus Beebe & Tee-Van, 1932
  - Halichoeres bicolor Bloch & Schneider, 1801
  - Halichoeres binotopsis Bleeker, 1849
  - Halichoeres biocellatus Schultz, 1960
  - Halichoeres bivittatus Bloch, 1791
  - Halichoeres bleekeri Steindachner & Döderlein, 1887
  - Halichoeres brasiliensis Bloch, 1791
  - Halichoeres brownfieldi Whitley, 1945
  - Halichoeres caudalis Poey, 1860
  - Halichoeres chierchiae Di Caporiacco, 1948
  - Halichoeres chlorocephalus Kuiter & Randall, 1995
  - Halichoeres chloropterus Bloch, 1791
  - Halichoeres chrysus Randall, 1981
  - Halichoeres cosmetus Randall & Smith, 1982
  - Halichoeres cyanocephalus Bloch, 1791
  - Halichoeres dimidiatus Agassiz, 1831
  - Halichoeres discolor Bussing, 1983
  - Halichoeres dispilus Günther, 1864
  - Halichoeres garnoti Valenciennes, 1839
  - Halichoeres girardi Bleeker, 1859
  - Halichoeres hartzfeldii Bleeker, 1852
  - Halichoeres hortulanus Lacépède, 1801
  - Halichoeres insularis Allen & Robertson, 1992
  - Halichoeres iridis Randall & Smith, 1982
  - Halichoeres kallochroma Bleeker, 1853
  - Halichoeres lapillus Smith, 1947
  - Halichoeres leptotaenia Randall & Earle, 1994
  - Halichoeres leucoxanthus Randall & Smith, 1982
  - Halichoeres leucurus Walbaum, 1792
  - Halichoeres maculipinna Müller & Troschel, 1848
  - Halichoeres malpelo Allen & Robertson, 1992
  - Halichoeres margaritaceus Valenciennes, 1839
  - Halichoeres marginatus Rüppell, 1835
  - Halichoeres melanochir Fowler & Bean, 1928
  - Halichoeres melanotis Gilbert, 1890
  - Halichoeres melanurus Bleeker, 1851
  - Halichoeres melas Randall & Earle, 1994
  - Halichoeres melasmapomus Randall, 1981
  - Halichoeres miniatus Valenciennes, 1839
  - Halichoeres nebulosus Valenciennes, 1839
  - Halichoeres nicholsi Jordan & Gilbert, 1882
  - Halichoeres nigrescens Bloch & Schneider, 1801
  - Halichoeres notospilus Günther, 1864
  - Halichoeres orientalis Randall, 1999
  - Halichoeres ornatissimus Garrett, 1863
  - Halichoeres pallidus Kuiter & Randall, 1995
  - Halichoeres papilionaceus Valenciennes, 1839
  - Halichoeres pardaleocephalus Bleeker, 1849
  - Halichoeres pelicieri Randall & Smith, 1982
  - Halichoeres penrosei Starks, 1913
  - Halichoeres pictus Poey, 1860
  - Halichoeres podostigma Bleeker, 1854
  - Halichoeres poeyi Steindachner, 1867
  - Halichoeres prosopeion Bleeker, 1853
  - Halichoeres purpurescens Bloch & Schneider, 1801
  - Halichoeres radiatus Linnaeus, 1758
  - Halichoeres raisneri Baldwin & McCosker, 2001
  - Halichoeres richmondi Fowler & Bean, 1928
  - Halichoeres rubricephalus Kuiter & Randall, 1995
  - Halichoeres salmofasciatus Allen & Robertson, 2002
  - Halichoeres scapularis Bennett, 1832
  - Halichoeres semicinctus Ayres, 1859
  - Halichoeres signifer Randall & Earle, 1994
  - Halichoeres socialis Randall & Lobel, 2003
  - Halichoeres solorensis Bleeker, 1853
  - Halichoeres stigmaticus Randall & Smith, 1982
  - Halichoeres tenuispinis Günther, 1862
  - Halichoeres timorensis Bleeker, 1852
  - Halichoeres trimaculatus Quoy & Gaimard, 1834
  - Halichoeres trispilus Randall & Smith, 1982
  - Halichoeres vrolikii Bleeker, 1855
  - Halichoeres zeylonicus Bennett, 1833
- Geslacht Hemigymnus Günther, 1861
  - Hemigymnus fasciatus Bloch, 1792
  - Hemigymnus melapterus Bloch, 1791
- Geslacht Hologymnosus Lacépède, 1801
  - Hologymnosus annulatus Lacépède, 1801
  - Hologymnosus doliatus Lacépède, 1801
  - Hologymnosus longipes Günther, 1862
  - Hologymnosus rhodonotus Randall & Yamakawa, 1988
- Geslacht Iniistius Gill, 1862
  - Iniistius aneitensis Günther, 1862
  - Iniistius auropunctatus Randall, Earle & Robertson, 2002
  - Iniistius baldwini Jordan & Evermann, 1903
  - Iniistius celebicus Bleeker, 1856
  - Iniistius griffithsi Randall, 2007
  - Iniistius pavo Valenciennes, 1840
  - Iniistius umbrilatus Jenkins, 1901
- Geslacht Labrichthys Bleeker, 1854
  - Labrichthys unilineatus Guichenot, 1847
- Geslacht Labroides Bleeker, 1851
  - Labroides bicolor Fowler & Bean, 1928
  - Labroides dimidiatus, Gewone poetslipvis Valenciennes, 1839
  - Labroides pectoralis Randall & Springer, 1975
  - Labroides phthirophagus Randall, 1958
  - Labroides rubrolabiatus Randall, 1958
- Geslacht Labropsis Schmidt, 1931
  - Labropsis alleni Randall, 1981
  - Labropsis australis Randall, 1981
  - Labropsis manabei Schmidt, 1931
  - Labropsis micronesica Randall, 1981
  - Labropsis polynesica Randall, 1981
  - Labropsis xanthonota Randall, 1981
- Geslacht Labrus Linnaeus, 1758
  - Labrus bergylta Ascanius, 1767
  - Labrus merula Linnaeus, 1758
  - Labrus mixtus Linnaeus, 1758
  - Labrus viridis Linnaeus, 1758
- Geslacht Lachnolaimus Cuvier, 1829
  - Lachnolaimus maximus Walbaum, 1792
- Geslacht Lappanella Jordan, 1890
  - Lappanella fasciata Cocco, 1833
  - Lappanella guineensis Bauchot, 1969
- Geslacht Larabicus Randall & Springer, 1973
  - Larabicus quadrilineatus Rüppell, 1835
- Geslacht Leptojulis Bleeker, 1862
  - Leptojulis chrysotaenia Randall & Ferraris, 1981
  - Leptojulis cyanopleura Bleeker, 1853
  - Leptojulis lambdastigma Randall & Ferraris, 1981
  - Leptojulis polylepis Randall, 1996
  - Leptojulis urostigma Randall, 1996
- Geslacht Macropharyngodon Bleeker, 1862
  - Macropharyngodon bipartitus bipartitus Smith, 1957
  - Macropharyngodon bipartitus marisrubri Randall, 1978
  - Macropharyngodon choati Randall, 1978
  - Macropharyngodon cyanoguttatus Randall, 1978
  - Macropharyngodon geoffroy Quoy & Gaimard, 1824
  - Macropharyngodon kuiteri Randall, 1978
  - Macropharyngodon meleagris Valenciennes, 1839
  - Macropharyngodon moyeri Shepard & Meyer, 1978
  - Macropharyngodon negrosensis Herre, 1932
  - Macropharyngodon ornatus Randall, 1978
  - Macropharyngodon vivienae Randall, 1978
- Geslacht Malapterus Valenciennes in Cuvier & Valenciennes, 1839
  - Malapterus reticulatus Valenciennes, 1839
- Geslacht Minilabrus Randall & Dor, 1980
  - Minilabrus striatus Randall & Dor, 1980
- Geslacht Nelabrichthys Russell, 1983
  - Nelabrichthys ornatus Carmichael, 1819
- Geslacht Notolabrus Russell, 1988
  - Notolabrus celidotus Bloch & Schneider, 1801
  - Notolabrus cinctus Hutton, 1877
  - Notolabrus fucicola Richardson, 1840
  - Notolabrus gymnogenis Günther, 1862
  - Notolabrus inscriptus Richardson, 1848
  - Notolabrus parilus Richardson, 1850
  - Notolabrus tetricus Richardson, 1840
- Geslacht Novaculichthys Bleeker, 1862
  - Novaculichthys macrolepidotus Bloch, 1791
  - Novaculichthys taeniourus Lacépède, 1801
- Geslacht Ophthalmolepis Bleeker, 1862
  - Ophthalmolepis lineolata Valenciennes, 1839
- Geslacht Oxycheilinus Gill, 1862
  - Oxycheilinus arenatus Valenciennes, 1840
  - Oxycheilinus bimaculatus Valenciennes, 1840
  - Oxycheilinus celebicus Bleeker, 1853
  - Oxycheilinus digramma Lacépède, 1801
  - Oxycheilinus lineatus Randall, Westneat & Gomon, 2003
  - Oxycheilinus mentalis Rüppell, 1828
  - Oxycheilinus nigromarginatus Randall, Westneat & Gomon, 2003
  - Oxycheilinus orientalis Günther, 1862
  - Oxycheilinus rhodochrous Günther, 1867
  - Oxycheilinus unifasciatus Streets, 1877
- Geslacht Oxyjulis Gill, 1863
  - Oxyjulis californica Günther, 1861
- Geslacht Paracheilinus Fourmanoir in Roux-Estéve & Fourmanoir, 1955
  - Paracheilinus angulatus Randall & Lubbock, 1981
  - Paracheilinus attenuatus Randall, 1999
  - Paracheilinus bellae Randall, 1988
  - Paracheilinus carpenteri Randall & Lubbock, 1981
  - Paracheilinus cyaneus Kuiter & Allen, 1999
  - Paracheilinus dispilus Randall, 1999
  - Paracheilinus filamentosus Allen, 1974
  - Paracheilinus flavianalis Kuiter & Allen, 1999
  - Paracheilinus hemitaeniatus Randall & Harmelin-Vivien, 1977
  - Paracheilinus lineopunctatus Randall & Lubbock, 1981
  - Paracheilinus mccoskeri Randall & Harmelin-Vivien, 1977
  - Paracheilinus octotaenia Fourmanoir, 1955
  - Paracheilinus piscilineatus Cornic, 1987
  - Paracheilinus rubricaudalis Randall & Allen, 2003
  - Paracheilinus togeanensis Kuiter & Allen, 1999
- Geslacht Parajulis Bleeker, 1865
  - Parajulis poecilepterus Temminck & Schlegel, 1845
- Geslacht Pictilabrus Gill, 1891
  - Pictilabrus brauni Hutchins & Morrison, 1996
  - Pictilabrus laticlavius Richardson, 1840
  - Pictilabrus viridis Russell, 1988
- Geslacht Polylepion Gomon, 1977
  - Polylepion cruentum Gomon, 1977
  - Polylepion russelli Gomon & Randall, 1975
- Geslacht Pseudocheilinops Schultz in Schultz, Chapman, Lachner & Wood, 1960
  - Pseudocheilinops ataenia Schultz, 1960
- Geslacht Pseudocheilinus Bleeker, 1862
  - Pseudocheilinus citrinus Randall, 1999
  - Pseudocheilinus dispilus Randall, 1999
  - Pseudocheilinus evanidus Jordan & Evermann, 1903
  - Pseudocheilinus hexataenia Bleeker, 1857
  - Pseudocheilinus ocellatus Randall, 1999
  - Pseudocheilinus octotaenia Jenkins, 1901
  - Pseudocheilinus tetrataenia Schultz, 1960
- Geslacht Pseudocoris Bleeker, 1862
  - Pseudocoris aurantiofasciata Fourmanoir, 1971
  - Pseudocoris bleekeri Hubrecht, 1876
  - Pseudocoris heteroptera Bleeker, 1857
  - Pseudocoris ocellata Chen & Shao, 1995
  - Pseudocoris yamashiroi Schmidt, 1931
- Geslacht Pseudodax Bleeker, 1861
  - Pseudodax moluccanus Valenciennes, 1840
- Geslacht Pseudojuloides Fowler, 1949
  - Pseudojuloides argyreogaster Günther, 1867
  - Pseudojuloides atavai Randall & Randall, 1981
  - Pseudojuloides cerasinus Snyder, 1904
  - Pseudojuloides elongatus Ayling & Russell, 1977
  - Pseudojuloides erythrops Randall & Randall, 1981
  - Pseudojuloides inornatus Gilbert, 1890
  - Pseudojuloides kaleidos Kuiter & Randall, 1995
  - Pseudojuloides mesostigma Randall & Randall, 1981
  - Pseudojuloides pyrius Randall & Randall, 1981
  - Pseudojuloides severnsi Bellwood & Randall, 2000
  - Pseudojuloides xanthomos Randall & Randall, 1981
- Geslacht Pseudolabrus Bleeker, 1862
  - Pseudolabrus biserialis Klunzinger, 1880
  - Pseudolabrus eoethinus Richardson, 1846
  - Pseudolabrus fuentesi Regan, 1913
  - Pseudolabrus gayi Valenciennes, 1839
  - Pseudolabrus guentheri Bleeker, 1862
  - Pseudolabrus japonicus Houttuyn, 1782
  - Pseudolabrus luculentus Richardson, 1848
  - Pseudolabrus miles Schneider & Forster, 1801
  - Pseudolabrus rubicundus Macleay, 1881
  - Pseudolabrus semifasciatus Rendahl, 1921
  - Pseudolabrus sieboldi Mabuchi & Nakabo, 1997
  - Pseudolabrus torotai Russell & Randall, 1981
- Geslacht Pteragogus Peters, 1855
  - Pteragogus aurigarius Richardson, 1845
  - Pteragogus cryptus Randall, 1981
  - Pteragogus enneacanthus Bleeker, 1853
  - Pteragogus flagellifer Valenciennes, 1839
  - Pteragogus guttatus Fowler & Bean, 1928
  - Pteragogus pelycus Randall, 1981
  - Pteragogus taeniops Peters, 1855
- Geslacht Semicossyphus Günther, 1861
  - Semicossyphus darwini Jenyns, 1842
  - Semicossyphus pulcher Ayres, 1854
  - Semicossyphus reticulatus Valenciennes, 1839
- Geslacht Stethojulis Günther, 1861
  - Stethojulis albovittata Bonnaterre, 1788
  - Stethojulis balteata Quoy & Gaimard, 1824
  - Stethojulis bandanensis Bleeker, 1851
  - Stethojulis interrupta Bleeker, 1851
  - Stethojulis maculata Schmidt, 1931
  - Stethojulis marquesensis Randall, 2000
  - Stethojulis notialis Randall, 2000
  - Stethojulis strigiventer Bennett, 1833
  - Stethojulis terina Jordan & Snyder, 1902
  - Stethojulis trilineata Bloch & Schneider, 1801
- Geslacht Suezichthys Smith, 1958
  - Suezichthys arquatus Russell, 1985
  - Suezichthys aylingi Russell, 1985
  - Suezichthys bifurcatus Russell, 1986
  - Suezichthys caudavittatus Steindachner, 1898
  - Suezichthys cyanolaemus Russell, 1985
  - Suezichthys devisi Whitley, 1941
  - Suezichthys gracilis Steindachner & Döderlein, 1887
  - Suezichthys notatus Kamohara, 1958
  - Suezichthys russelli Randall, 1981
  - Suezichthys soelae Russell, 1985
- Geslacht Symphodus Rafinesque, 1810
  - Symphodus bailloni Valenciennes, 1839
  - Symphodus cinereus Bonnaterre, 1788
  - Symphodus doderleini Jordan, 1890
  - Symphodus mediterraneus Linnaeus, 1758
  - Symphodus melanocercus Risso, 1810
  - Symphodus melops, Zwartooglipvis Linnaeus, 1758
  - Symphodus ocellatus Forsskål, 1775
  - Symphodus roissali Risso, 1810
  - Symphodus rostratus Bloch, 1791
  - Symphodus tinca Linnaeus, 1758
- Geslacht Tautoga Mitchill, 1814
  - Tautoga onitis Linnaeus, 1758
- Geslacht Tautogolabrus Günther, 1862
  - Tautogolabrus adspersus Walbaum, 1792
  - Tautogolabrus brandaonis Steindachner, 1867
- Geslacht Terelabrus Randall & Fourmanoir, 1998
  - Terelabrus rubrovittatus Randall & Fourmanoir, 1998
- Geslacht Thalassoma Swainson, 1839
  - Thalassoma amblycephalum Bleeker, 1856
  - Thalassoma ascensionis Quoy & Gaimard, 1834
  - Thalassoma ballieui Vaillant & Sauvage, 1875
  - Thalassoma bifasciatum Bloch, 1791
  - Thalassoma cupido Temminck & Schlegel, 1845
  - Thalassoma duperrey Quoy & Gaimard, 1824
  - Thalassoma genivittatum Valenciennes, 1839
  - Thalassoma grammaticum Gilbert, 1890
  - Thalassoma hardwicke Bennett, 1830
  - Thalassoma hebraicum Lacépède, 1801
  - Thalassoma heiseri Randall & Edwards, 1984
  - Thalassoma jansenii Bleeker, 1856
  - Thalassoma loxum Randall & Mee, 1994
  - Thalassoma lucasanum Gill, 1862
  - Thalassoma lunare Linnaeus, 1758
  - Thalassoma lutescens Lay & Bennett, 1839
  - Thalassoma newtoni Osório, 1891
  - Thalassoma nigrofasciatum Randall, 2003
  - Thalassoma noronhanum Boulenger, 1890
  - Thalassoma pavo, Pauwlipvis Linnaeus, 1758
  - Thalassoma purpureum Forsskål, 1775
  - Thalassoma quinquevittatum Lay & Bennett, 1839
  - Thalassoma robertsoni Allen, 1995
  - Thalassoma rueppellii Klunzinger, 1871
  - Thalassoma sanctaehelenae Valenciennes, 1839
  - Thalassoma septemfasciata Scott, 1959
  - Thalassoma trilobatum Lacépède, 1801
  - Thalassoma virens Gilbert, 1890
- Geslacht Wetmorella Fowler & Bean, 1928
  - Wetmorella albofasciata Schultz & Marshall, 1954
  - Wetmorella nigropinnata Seale, 1901
- Geslacht Xenojulis de Beaufort, 1939
  - Xenojulis margaritaceus Macleay, 1883
- Geslacht Xiphocheilus Bleeker, 1857
  - Xiphocheilus typus Bleeker, 1857
- Geslacht Xyrichtys Cuvier, 1814
  - Xyrichtys bimaculatus Rüppell, 1829
  - Xyrichtys blanchardi Cadenat & Marchal, 1963
  - Xyrichtys cyanifrons Valenciennes, 1840
  - Xyrichtys dea Temminck & Schlegel, 1845
  - Xyrichtys geisha Araga & Yoshino, 1986
  - Xyrichtys incandescens Edwards & Lubbock, 1981
  - Xyrichtys jacksonensis Ramsay, 1881
  - Xyrichtys javanicus Bleeker, 1862
  - Xyrichtys koteamea Randall & Allen, 2004
  - Xyrichtys martinicensis Valenciennes, 1840
  - Xyrichtys melanopus Bleeker, 1857
  - Xyrichtys mundiceps Gill, 1862
  - Xyrichtys niger Steindachner, 1900
  - Xyrichtys novacula Linnaeus, 1758
  - Xyrichtys pentadactylus Linnaeus, 1758
  - Xyrichtys rajagopalani Venkataramanujam, Venkataramani & Ramanathan, 1987
  - Xyrichtys sanctaehelenae Günther, 1868
  - Xyrichtys splendens Castelnau, 1855
  - Xyrichtys trivittatus Randall & Cornish, 2000
  - Xyrichtys twistii Bleeker, 1856
  - Xyrichtys verrens Jordan & Evermann, 1902
  - Xyrichtys victori Wellington, 1992
  - Xyrichtys virens Valenciennes, 1840
  - Xyrichtys wellingtoni Allen & Robertson, 1995
  - Xyrichtys woodi Jenkins, 1901

## Referentie
- FishBase : Ed. Rainer Froese and Daniel Pauly. Versie december 2007. N.p.: FishBase, 2007.